# 極圏
極圏（きょくけん、英: Polar region）とは、赤道傾斜角の余角（地球では66°34′）より高緯度の地域である。極圏の限界線となる緯線を極線（きょくせん）という。両極周辺に1つずつあり北の極圏を北極圏、南の極圏を南極圏という。
太陽が北回帰線の天頂に来る北半球における夏至（6月）の前後期間は北極圏では一日中太陽が沈まない、いわゆる白夜となり南極圏では一日中太陽が昇らない、いわゆる極夜となる。同様に南半球における夏至（12月）の前後期間は6月とは逆に南極圏が白夜、北極圏が極夜となる。